# 三宅千代
三宅 千代（みやけ ちよ、1918年1月7日-2017年3月30日）は、昭和・平成期の歌人・作家。

## 経歴
愛知県名古屋市にて眼科医の家系に生まれる。旧姓・杉田。杉田久女の夫・杉田宇内は遠縁にあたる。
母が崖からの転落事故の後遺症で半身不随となったため、幼少期は両親それぞれの実家や親戚宅に預けられて育つ。そうした生活から非行少女的な行動をとるようになったが、小学4年のときに担任教師の綴り方指導を受け、新愛知新聞への投稿で50回入賞するなど文才を認められたことで立ち直った。東京女子大学国文科在学中に歌誌「詩歌」に入会し、前田夕暮に師事。卒業後は名古屋市立大学病院の勤務医・三宅寅三と結婚するが、結婚の翌年に夫が太平洋戦争に召集され、その所属部隊はレイテ島で全員玉砕したと伝えられる。しかし戦後になって夫は奇跡的に生還を果たす。
1958年、名古屋市北区にて夫婦で「眼科三宅病院」を開業してからは文学から離れていたが、1967年に夕暮の長男・前田透のすすめで作歌を再開。1982年、自伝的長編小説『夕映えの雲』で第16回新美南吉文学賞を受賞。1990年歌集『冬のかまきり』で第17回日本歌人クラブ賞を受賞。1994年、名古屋市芸術賞特賞及び中部日本歌人会梨郷賞を受賞。「秋楡短歌会」主宰。中高生向けの短歌雑誌『白い鳥』を主宰し、黒瀬珂瀾を輩出した。
三人の息子は全員眼科医の道を進んでおり、そのうち次男は愛知医科大学理事長の三宅養三。また、日本社会党衆議院議員を務めた三宅正一は、夫・寅三の実兄にあたる。

## 著書
- 『夕映えの雲 亡き夫に』朝日新聞名古屋本社編集制作センター、1982
- 『月の虹 歌集』角川書店 1985
- 『三宅千代歌集 かたりべ』芸風書院 日本現代歌人叢書 1987
- 『冬のかまきり 三宅千代歌集』短歌研究社 礁叢書 1989
- 『宇宙の塵 三宅千代歌集』短歌研究社 礁叢書 1995
- 『光芒と夢』角川書店 1995
- 『夕映えの雲』角川書店 1996
- 『鴉のくる家 三宅千代歌集』短歌新聞社 現代女流短歌全集 1997
- 『晩鐘の湖 三宅千代歌集』短歌研究社 礁叢書 2000
- 『三宅千代集 自解150歌選』東京四季出版 自解・現代短歌シリーズ 2002
- 『生きてよかりき 三宅千代歌集』短歌研究社 秋楡叢書 2004

編纂
- 『白い鳥綜合歌集』no.2－4 編 短歌研究社 白い鳥叢書 1988－97